# Cyberiade
Cyberiade è una raccolta di racconti fantascientifici di Stanisław Lem, riguardanti soprattutto i due costruttori Trurl e Klapaucius, le loro invenzioni e le loro avventure nello spazio. Vi sono due grandi cicli di storie – rispettivamente sulle fatiche di Trurl e Klapaucius e sulle tre macchine narratrici di re Genius – più alcuni racconti a sé stanti.
Le storie hanno uno stile leggero e giocoso che le rende più simili a fiabe che a racconti di fantascienza – ed infatti alcune di esse sono scritte proprio in forma di fiaba – ma contengono idee e riflessioni che spaziano tra filosofia, fisica e matematica: tra le altre cose troviamo considerazioni sul diavoletto di Maxwell, sull'impossibilità di imporre la felicità, o su dove inizi la realtà e finisca la simulazione quando questa diventa sempre più raffinata.
Nel corso della lettura diviene evidente che la maggior parte dei personaggi, compresi Trurl e Klapaucius, sono robot intelligenti, e degli indizi nel testo lasciano intuire che potrebbero discendere da macchine che si sono ribellate ai loro creatori umani, distruggendoli. Sempre in modo indiretto si suggerisce che le avventure siano ambientate talvolta in un remoto passato e talvolta nel lontano futuro.

## Racconti
- Come salvammo il mondo (Jak ocalał świat)
- La macchina di Trurl (Maszyna Trurla)
- Una buona battitura (Wielkie lanie)
- La prima fatica ovvero La trappola di Gargantius (Wyprawa pierwsza czyli pulakpa Gargancjana)
- La prima fatica bis ovvero Il bardo elettronico (Wyprawa pierwsza a czyli elektrybalt Trurla)
- La seconda fatica ovvero Alla caccia di Re Krool (Wyprawa druga czyli oferta króla Okrucyusza)
- La terza fatica ovvero I draghi della probabilità (Wyprawa trzecia czyli smoky prawdopodobieństwa)
- La quarta fatica ovvero Come Trurl costruì un Femmefatalatrone per salvare il Principe Patagonzio dalle pene d'amore e come successivamente dovette ricorrere a un cannoneggiamento bamboccesco (Wyprawa czwarta czyli o tym, jak Trurl kobietron zastosowal, królewicza Pantarktyda od mąk milosynch chcąc zbawić, i jak potem do użycia dzieciomiotu przyszlo)
- La quinta fatica ovvero Le burle di Re Balerion (Wyprawa piąta czyli o figlach króla Baleryona)
- La quinta fatica bis ovvero L'ingiunzione di Trurl (Wyprawa piąta a czyli konsultacja Trurla)
- La sesta fatica ovvero Come Trurl e Klapaucius crearono un Demone di Seconda Classe per sconfiggere il pirata Pugg (Wyprawa szósta czyli jak Trurl i Klapaucius demona drugiego rodzaju stworzyli, aby zbójçe Gębona pokanać)
- La settima fatica ovvero Come Trurl, a causa della sua perfezione, finì per ottenere il contrario di quello che cercava (The Seventh Sally or How Trurl's Own Perfection Led to No Good)
- Premessa: Il cavaliere sferico
- La storia della prima macchina ovvero Il Consigliere Perfetto
- Intermezzo 1 ovvero Della sfericità
- La storia della seconda macchina ovvero Il benefattore del pianeta
- Secondo intermezzo
- La storia della terza macchina ovvero Mymosh il Figlio di Se Stesso
- L'Altruizina ovvero Come Bonhommius, l'Eremita Ermetico, cercò di imporre la felicità universale e le conseguenze del suo atto (Altruizyna)
- Dal "Cyberoticon" (ovvero Storie di deviazioni, superfissazioni e aberrazioni del cuore): Il Principe Ferrix e la Principessa Cristallo

L'ultimo racconto, "Trurl and the construction of happy worlds",  non compare né nella traduzione italiana, né in quella inglese del libro. Compare nella raccolta "Universi" (2021), che contiene anche "I viaggi del pilota Pirx" e altre raccolte di racconti.

## Edizioni
- Cyberiade, traduzione di Riccardo Valla, Collana Urania n.1258, Milano, Mondadori, 28 maggio 1995,  p. 222.
- Cyberiade, traduzione di Riccardo Valla, collana Gli Alianti n°99, Milano, Marcos Y Marcos, 2003, ISBN 88-7168-360-9.